# Wereldkampioenschappen multisport 2017
De wereldkampioenschappen multisport 2017 waren door International Triathlon Union (ITU) georganiseerde kampioenschappen in het duatlon, crosstriatlon, aquatlon, aquabike en triatlon. De eerste wereldkampioenschappen vonden plaats in het Canadese Penticton (Brits-Columbia) van 18 tot 27 augustus 2017.

## Evenementen
- WK duatlon korte afstand (19-21 augustus 2017)
- WK triatlon lange afstand (27 augustus 2017)
- WK crosstriatlon (23 augustus 2017)
- WK aquatlon (25 augustus 2017)
- WK aquabike (27 augustus 2017)

## Uitslagen

### Triatlon lange afstand
| Plaats | Heren                               | Dames                          |
| ------ | ----------------------------------- | ------------------------------ |
| Goud   | Lionel Sanders (5:20:36)            | Sarah Crowley (5:51:23)        |
| Zilver | Joshua Amberger (5:22:09)           | Helle Frederiksen (5:55:04)    |
| Brons  | Joe Gambles (5:26:23)               | Heather Wurtele (5:55:51)      |
| 4      | Andy Potts (5:27:25)                | Kaisa Sali (6:01:16)           |
| 5      | Sylvain Sudrie (5:29:49)            | Leandra Cave (6:04:44)         |
| 6      | Drew Scott (5:32:19)                | Rachel Mcbride (6:07:24)       |
| 7      | Francisco Serrano Plowell (5:36:05) | Camilla Pedersen (6:07:46)     |
| 8      | Jeff Symonds (5:37:08)              | Jen Annett (6:10:44)           |
| 9      | Mark Buckingham (5:38:48)           | Melissa Hauschildt (6:13:01)   |
| 10     | Paul Ambrose (5:40:56)              | Jennifer Spieldenner (6:14:46) |

### Duatlon korte afstand
| Plaats | Heren                           | Dames                               |
| ------ | ------------------------------- | ----------------------------------- |
| Goud   | Nicolas Benoit (1:54:05)        | Felicity Sheedy-Ryan (2:03:57)      |
| Zilver | Emilio Martin (1:54:57)         | Margarita Garcia Cañellas (2:05:14) |
| Brons  | Mark Buckingham (1:55:14)       | Emma Pallant (2:06:12)              |
| 4      | Yohan Le Berre (1:55:33)        | Lucie Picard (2:08:10)              |
| 5      | Benjamin Choquert (1:56:02)     | Sandrina Illes (2:09:52)            |
| 6      | Richard Allen (1:56:08)         | Georgina Schwiening (2:15:22)       |
| 7      | Philip Wylie (1:56:14)          | Sonia Bejarano (2:15:53)            |
| 8      | Jan Petralia (1:56:43)          | Sayu Arizono (2:21:57)              |
| 9      | Javier Martin Morales (1:56:43) | Keisha Besler (DNF)                 |
| 10     | Adrien Briffod (1:56:59)        | Sandra Levenez (DNF)                |

### Crosstriatlon
| Plaats | Heren                               | Dames                          |
| ------ | ----------------------------------- | ------------------------------ |
| Goud   | Francisco Serrano Plowell (2:09:25) | Melanie Mcquaid (2:34:35)      |
| Zilver | Ruben Ruzefa (2:09:36)              | Jacqueline Slack (2:36:40)     |
| Brons  | Kyle Smith (2:10:16)                | Ladina Buss (2:39:08)          |
| 4      | Ben Allen (2:10:42)                 | Eleonora Peroncini (2:39:08)   |
| 5      | Josiah Middaugh (2:11:02)           | Penny Slater (2:40:01)         |
| 6      | Brice Daubord (2:11:10)             | Katelyn Button (2:41:02)       |
| 7      | Marcello Ugazio (2:13:53)           | Kara Lapoint (2:41:59)         |
| 8      | Karsten Madsen (2:14:39)            | Laura Gomez Ramon (2:44:30)    |
| 9      | Arthur Forissier (2:16:09)          | Zoe Dawson (2:44:42)           |
| 10     | Doug Hall (2:16:17)                 | Anne-Sophie Maréchal (2:47:13) |

### Aquatlon
| Plaats | Heren                          | Dames                    |
| ------ | ------------------------------ | ------------------------ |
| Goud   | Matthew Sharpe (29:55)         | Emma Pallant (34:30)     |
| Zilver | John Rasmussen (30:09)         | Delia Sclabas (34:35)    |
| Brons  | Aiden Longcroft-Harris (30:11) | Jacqueline Slack (35:28) |
| 4      | Brennen Smith (30:25)          | Chloe Pollard (35:34)    |
| 5      | Mark Buckingham (30:32)        | Holly Henry (36:35)      |
| 6      | Carl Dupont (30:39)            | Keisha Besler (37:13)    |
| 7      | Kyle Smith (30:54)             | Penny Slater (38:10)     |
| 8      | Kevin Bishop (31:05)           | Colette Reimer (38:59)   |
| 9      | Michael Milic (31:08)          | Laura Ghali (39:38)      |
| 10     | Emmanuel Lejeune (31:11)       | MacKenzie Penn (41:32)   |

### Aquabike
| Discipline | Goud                        | Zilver                   | Brons                      |
| ---------- | --------------------------- | ------------------------ | -------------------------- |
| Heren      | Stephen Sheldrake (3:45:27) | Jan Henningsen (3:47:37) | James McNaughton (3:48:13) |
| Dames      | Maria Powell (4:09:36)      | Amy Pritchard (4:10:03)  | Kirsten Sass (4:10:05)     |